# Duckwall (Virginia Occidental)
Duckwall es un área no incorporada ubicada en el condado de Morgan (Virginia Occidental), Estados Unidos. Está registrada en el Servicio Geológico de Estados Unidos con fecha de entrada del 1 de junio de 1994.
El número de identificación asignado por el Sistema de Información de Nombres Geográficos es 1557927.

## Geografía
Se encuentra a una altitud de 267 m s. n. m. (876 pies) según el Servicio Geológico.